# Estela de Moab
L'estela de Moab és una pedra amb inscripcions del segle IX aC, una de les mostres més antigues en hebreu. Narra una victòria militar de Mesha sobre els israelites, sembla que referint uns fets recollits a El Llibre dels Reis (amb alguna discrepància cronològica i una suposada menció al Rei David que encara enfronta els estudiosos). L'estela va ser trobada el 1868 i es custodia al Museu del Louvre.